# Totale effektive Anlagenproduktivität
Totale effektive Anlagenproduktivität (englisch Total Effective Equipment Performance, TEEP) gibt Auskunft über die Ausnutzung einer Produktionskapazität. Die TEEP schließt die geplante Stillstandzeit ein und ist ein kombiniertes Maß für die Anlagenauslastung (englisch Equipment Utilization, EU) und der Gesamtanlageneffektivität (englisch Overall Equipment Effectiveness, OEE).
Der TEEP-Wert kann bestenfalls gleich groß, aber nie größer als der OEE-Wert sein und nur zwischen 0 % (keine Nutzung) und 100 % (volle Ausnutzung der verfügbaren Maschinenkapazität) bewegen.

## Berechnung
Dieser Wert setzt sich aus den Kenngrößen Anlagenauslastung und Gesamtanlageneffektivität zusammen.
Formel:
TEEP = EU * OEE
bei der Berechnung der EU nach Edward H. Hartmann gilt:
EU = (Gesamtverfügbarkeitszeit- geplante Stillstandszeit)/Gesamtverfügbarkeitszeit